# Prospalta
Prospalta är ett släkte av fjärilar. Prospalta ingår i familjen nattflyn.

## Dottertaxa tillProspalta, i alfabetisk ordning[1]
- Prospalta acrosphena
- Prospalta aenea
- Prospalta affinis
- Prospalta albigutta
- Prospalta albinotata
- Prospalta albomaculata
- Prospalta angulata
- Prospalta aplecta
- Prospalta aroana
- Prospalta atricuprea
- Prospalta atricupreoides
- Prospalta atronitens
- Prospalta bicyclata
- Prospalta briola
- Prospalta brunneotincta
- Prospalta caerulea
- Prospalta camerunica
- Prospalta canorufa
- Prospalta capensis
- Prospalta carneotincta
- Prospalta centralis
- Prospalta cinifacta
- Prospalta cinnamomea
- Prospalta conducta
- Prospalta contigua
- Prospalta coptica
- Prospalta cupricolora
- Prospalta cyclica
- Prospalta cyclicicoides
- Prospalta decolorata
- Prospalta definita
- Prospalta dinawa
- Prospalta diversisigna
- Prospalta dolorosa
- Prospalta emilacta
- Prospalta emphatica
- Prospalta enigmatica
- Prospalta ethiopica
- Prospalta firina
- Prospalta fuliginosa
- Prospalta funesta
- Prospalta fuscostrigata
- Prospalta galaxia
- Prospalta givithorax
- Prospalta grandirena
- Prospalta griseata
- Prospalta gypsina
- Prospalta hilaris
- Prospalta illecta
- Prospalta immatura
- Prospalta incertissima
- Prospalta inexacta
- Prospalta innubila
- Prospalta leonina
- Prospalta leucospila
- Prospalta lignigera
- Prospalta magna
- Prospalta malayica
- Prospalta meleagris
- Prospalta metarhoda
- Prospalta multicolor
- Prospalta nigridia
- Prospalta nigriplaga
- Prospalta nigrita
- Prospalta ochracea
- Prospalta ochrea
- Prospalta ochreata
- Prospalta ochrisquamata
- Prospalta olivacea
- Prospalta ornata
- Prospalta pallidipennis
- Prospalta paraspicea
- Prospalta parva
- Prospalta pauperata
- Prospalta poliomera
- Prospalta praesecta
- Prospalta prodita
- Prospalta pulverosa
- Prospalta pyrochroma
- Prospalta quadrimacula
- Prospalta rectivitta
- Prospalta rubecula
- Prospalta rubrisuffusa
- Prospalta saalmuelleri
- Prospalta scherdlini
- Prospalta semibrunnea
- Prospalta semirufa
- Prospalta serva
- Prospalta sessei
- Prospalta siderea
- Prospalta spargens
- Prospalta spicea
- Prospalta stellata
- Prospalta subalbida
- Prospalta sublucens
- Prospalta taprobanee
- Prospalta topsenti
- Prospalta tricycla
- Prospalta turpis
- Prospalta variegata
- Prospalta violascens
- Prospalta viridaria
- Prospalta xylocola